# Metro strachu
Metro strachu – amerykański dreszczowiec w reżyserii Tony’ego Scotta z roku 2009. Film jest ekranizacją powieści Mortona Freedgooda (napisanej pod pseudonimem John Godey) pod tym samym tytułem. Jest to drugi remake oryginalnej adaptacji z 1974 roku pt. Długi postój na Park Avenue, po wersji telewizyjnej z 1998. Produkcja rozpoczęła się w marcu 2008 roku.

## Obsada
- Denzel Washington – Walter Garber
- John Travolta – Bernard Ryder / Dennis Ford / Mr. Blue, przywódca porywaczy
- John Turturro – Camonetti
- Luis Guzmán – Phil Ramos
- Gbenga Akinnagbe – Wallace
- Ramon Rodriguez – Delgado
- Paul Thornton – Mason Rosenthal
- Victor Gojcaj – Bashkim
- Brian Haley – kpt. Policji – Hill
- Chance Kelly – Kelley – kpt. ESU
- James Gandolfini – burmistrz Nowego Jorku
- Aunjanue Ellis – Therese, żona Waltera Garbera
- Michael Rispoli – John Johnson
- Frank Wood – komisarz policji Sterman
- John Benjamin Hickey – LaSalle, zastępca burmistrza
- Gary Basaraba – Jerry Pollard
- Katherine Sigismund – Mama
- Jake Siciliano – 8-letni chłopiec

i inni.